# アルゼンチンヘイク
アルゼンチンへイク（学名: Merluccius hubbsi、英: Argentine hake）は条鰭綱タラ目メルルーサ科メルルーサ属の一種。別名はアルゼンチンメルルーサ（西: merluza argentina）、ペスカーダ・デ・ラ・パタゴニア（西: pescada de la Patagonia）。

## 概要
大西洋南西部、ブラジル南部の外洋からアルゼンチン、フォークランド諸島海域に棲息する。水深50 - 800メートルに分布し、体長95センチメートルほどに成長する、大陸棚海底の水中に棲む深海魚で、魚類、頭足類を捕食する。習性は不明だが、経済的価値の高い食用魚である。